# Bertil de Suècia

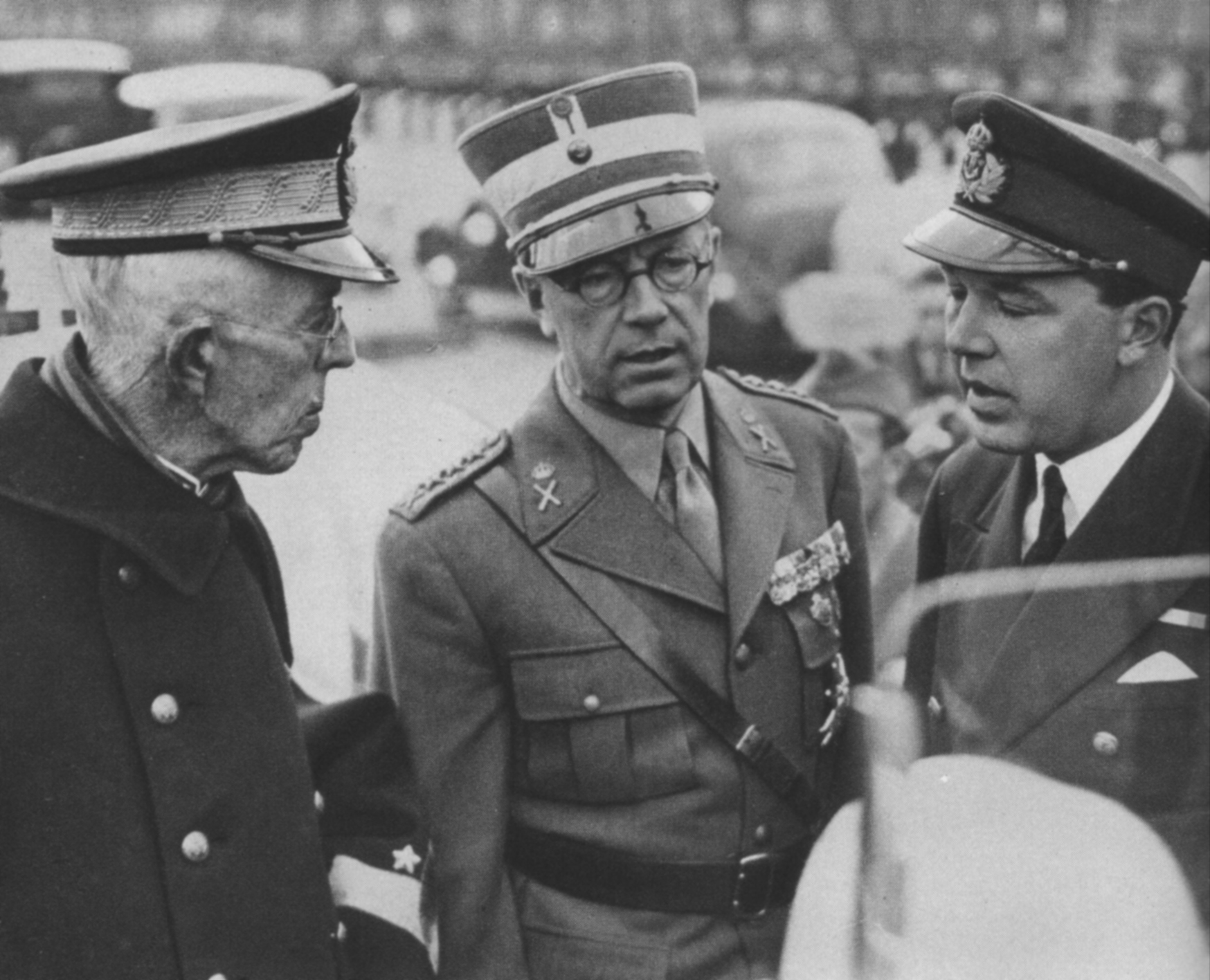
Bertil al costat del seu pare el rei i el seu germà gran

Bertil de Suècia (Estocolm, 28 de febrer de 1912- Estocolm, 5 de gener de 1997) fou un príncep de Suècia, fill del rei Gustau VI Adolf de Suècia i de Margarida del Regne Unit, filla dels ducs de Connaught.

## Biografia
Fou baptiat pel bisbe Billing, el 26 de març de 1912 al Palau Reial d'Estocolm. Rebé els noms de Bertil, Gustau, Oscar, Carles, Eugeni Bernadotte. Duc de Halland.
Va fer la confirmació luterana el 30 de març de 1928 a l'església de Lungsunds,(Värmland). Els seus padríns-joves foren el príncep Carles Joan de Suècia i la seva germana, la princesa i futura reina de Dinamarca, Íngrid de Suècia.
De jove el marcà moltíssim un fet que va ocórrer quan un bon dia manava un Chrysler amb altres companys d'estudi, tingué un accident mortal en 1930, morint un dels passatgers. Malgrat que va sortir sense cap pena, sempre se'n va recordar de per vida.

### Formació militar
Ingressà a la Marina de Suècia i començà a fer treballs en l'exèrcit. En 1928 fou enviat al creuer HMS Eagle i a l'any següent, al destructor de la marina HMS Nordenskjöld. En ser nomenat oficial de la marina sueca, el príncep Bertil fou enviat a un vaixell d'expedició al HMS Örlogsbriggen Falken en 1931, poc temps després l'enviaren al creuer blindat, HMS Fylgia. A finals de 1931, i fins a la fi de 1932, fou enviat al creuer torpedo HMS Psilander. Abans de 1934 estigué als vaixells HMS Oscar II i el torpedero HMS Eagle, una altra vegada. Acabà la seva formació militar el 4 d'octubre de 1934.
Entre 1935 i 1937 el príncep fou enviat com a assistent d'agregat naval a Paris. Entre 1937 i 1939 el príncep Bertil treballava a l'ambaixada de Suècia a Londres.
Durant la seva vida militar, el príncep Bertil va gaudir de diferents càrrecs militars, fins a arribar en 1969 a almirall.
Després de la mort de l'hereu al tron, el seu germà Gustau Adolf de Suècia, Bertil fou molt ben vist a l'hora de ser pretendent a la successió al tron, sobretot en casar-se el seu germà Sigvard de Suècia, sense permís del seu pare, el rei, el qual va fer que Sigvard s'apartés de la successió hereditària al tron.

### Vida Personal
El 7 de desembre de 1976 es casà amb la gal·lesa Lilian May Davies, ex senyora Craig, la qual va conèixer durant la Segona Guerra Mundial, quan treballava a l'ambaixada sueca a Londres. Tardà tant a casar-se perquè el seu pare no va voler mai aprovar aquest matrimoni i quan el seu nebot, el rei Carles XVI Gustau de Suècia pujà al tron, es casà però conservant els seus drets a la corona sueca.
El matrimoni vivia a la seva Villa Solbacken, en Djurgården (Estocolm)

## Distincions
- Duc de Halland.
- President de la Reial Federació Esportiva Sueca.
- Patrocinador de molts esportistes suecs.
- President del comitè de la recuperació del vaixell "Wasa" fonsat en el segle xviii.

## Honors
Orde Olímpic d'or

## Aficions
El príncep Bertil era un gran esportista, li agradava molt les motos i els cotxes ràpids, participant en diferents competicions per a aficionats, quan era jove. Era també un apassionat del golf o del tennis, a igual que el seu pare, el rei.